# Josh Charles
Joshua Aaron 'Josh' Charles (Baltimore, 15 september 1971) is een Amerikaans acteur. Hij werd samen met de gehele cast van de komedieserie Sports Night in 2000 genomineerd voor een Screen Actors Guild Award. Charles maakte in 1988 zijn film- en acteerdebuut als Iggy in de muziekfilm Hairspray. Sindsdien speelde hij meer dan twintig filmrollen.

## Filmografie
*Exclusief vijf televisiefilms
| - Mothers' Instinct (2024) - Memory (2023) - Framing John DeLorean (2019) - Amateur (2018) - The Drowning (2016) - Norman (2016 - Whiskey Tango Foxtrot (2016) - Freeheld (2015) - I Smile Back (2015) - Adult Beginners (2014) - Bird People (2014) - Weakness (2010) - After.Life (2009) - Brief Interviews with Hideous Men (2009) - Fast Track (2006) - The Darwin Awards (2006) - Four Brothers (2005) | - Seeing Other People (2004) - S.W.A.T. (2003) - Meeting Daddy (2000) - Muppets from Space (1999) - Little City (1997) - Cyclops, Baby (1997) - Crossworlds (1997) - Pie in the Sky (1996) - The Grave (1996) - Things to Do in Denver When You're Dead (1995) - Coldblooded (1995) - Threesome (1994) - Crossing the Bridge (1992) - Don't Tell Mom the Babysitter's Dead (1991) - Dead Poets Society (1989) - Hairspray (1988) |

## Televisieseries
*Exclusief eenmalige gastrollen
- Away - Matt Logan (2020, 10 afleveringen)
- The Good Wife - Will Gardner (2009-2014, 106 afleveringen)
- Curiosity - Verteller (2012, vier afleveringen)
- In Treatment - Jake (2008, negen afleveringen)
- Six Degrees - Ray Jones (2007, vier afleveringen)
- Sports Night - Dan Rydell (1998-2000, 45 afleveringen)

- Biblioteca Nacional de España: XX1105595
- Bibliothèque nationale de France: cb141635785 (data)
- Catàleg d'autoritats de noms i títols de Catalunya: 981058521052206706
- Gemeinsame Normdatei: 1017832390
- International Standard Name Identifier: 0000 0001 1445 9179
- Library of Congress Control Number: no99082521
- MusicBrainz: 130802cd-c527-48c2-9053-2c3f5e9e6231
- Nationale Bibliotheek van Israël: 987008729343905171
- Nederlandse Thesaurus van Auteursnamen: 31438944X
- Système universitaire de documentation: 169237966
- Virtual International Authority File: 61755760
- WorldCat: E39PBJk96qm9yYVCBV6bWVPJDq